# Bothriembryon brazieri
Bothriembryon brazieri är en snäckart som först beskrevs av George French Angas 1871.  Bothriembryon brazieri ingår i släktet Bothriembryon och familjen Bulimulidae. IUCN kategoriserar arten globalt som sårbar. Inga underarter finns listade i Catalogue of Life.